# Миленко Велев
Миленко Стефанов Велев, известен още като майстор Миленко и Миленко Радомирец, е прочут майстор – архитект и строител, от епохата на Българското Възраждане.

## Биография
Майсторът е роден в края на 18 век в село Блатешница, Радомирско. В едно свое писмо до Зографския манастир от 1859 година лично се е подписал като Миленко Блатешницки. Той е известен строител в Атон и въобще в Югозападна България.
Строи предимно църкви и жилищни сгради, но му възлагат и държавни обекти. Така например на него е възложен моста на река Струма до град Бобошево. Негово дело са черквите „Свети Никола“ в Баланово (1844), „Свети Никола“ в Дупница (1844), „Света Петка“ в Трън (1853), „Света Богородица“ в Бобошево (1853), „Свети Илия“ в Граница (1857). В последното село той е построява и известната „Границка къща“ – жилищна отбранителна кула.
От неговите постройки, които познаваме, най-известно е южното крило на Рилския манастир (1847 – 1848). Това е красива сграда, в която се намират интересно решени двуетажни монашески килии, трапезарията, игуменарницата, болницата, скевофилакията и библиотеката.
Църквите, построени от майстор Миленко са строени със смесена каменно-тухлена зидария и притежават богата фасадна пластика от слепи аркатури и трицентрови аркови фронтони и всичко е изработено в отлични пропорции и детайли. Те са едни от най-красивите сгради на възрожденската ни църковна архитектура.
Няма сведения за съдбата на майстор Миленко след 1859 година.

## Памет
На Миленко Радомирец е наречена улица в квартал „Манастирски ливади“ в София (Карта).